# Nouvelle collection scientifique
La Nouvelle collection scientifique est une collection d'ouvrages de vulgarisation scientifique publiés d'abord chez Félix Alcan. Après la Bibliothèque scientifique internationale qu'il reprend en 1883 et la Bibliothèque de philosophie contemporaine, cet éditeur fonde cette collection en 1909. Il en confie la direction à Émile Borel, proche de jeunes scientifiques jouant un rôle de premier plan dans la nouvelle physique de la matière, comme Jean Perrin ou Paul Langevin.
En 1939 parait le dernier ouvrage de la collection chez Félix Alcan. La maison d'édition se fond alors avec trois autres pour former les Presses universitaires de France, et c'est en 1948 que sortira le premier livre de la collection aux PUF.
Parmi les auteurs contributeurs, il y a six prix Nobel : Svante Arrhenius (chimie, 1903), Élie Metchnikoff (physiologie ou médecine, 1908), Wilhelm Ostwald (chimie, 1909), Robert Andrews Millikan (physique, 1923), Jean Perrin (physique, 1926) et Charles Nicolle (physiologie ou médecine, 1928). Parmi les autres, quatorze ont été membres de l'Institut (Académie des sciences) : Paul Appell, Benjamin Baillaud, Léon Bertrand, Louis Blaringhem, Jacques Duclaux, Louis Gentil, Alfred Giard, Léon Guillet, Jacques Hadamard, Albert Mathieu Leclerc du Sablon, Charles Maurain, Paul Painlevé, Carl Størmer et Jules Tannery.
Émile Borel décède en 1956 : la Nouvelle collection scientifique cesse alors d'exister, après près d'un demi-siècle d'existence et plus de 70 ouvrages parus.

## Liste des ouvrages
- L'éducation dans la famille : les péchés des parents, nos fils,  Pierre-Félix Thomas[3], 1909.

- La crise du transformisme : leçons professées à la Faculté des sciences de Paris en novembre et décembre 1908[4], Félix Le Dantec, 1909.
- La chimie de la matière vivante, Jacques Duclaux, 1910.
- L'énergie[5] (traduit de l'allemand par E. Philippi), Wilhelm Ostwald, 1910.
- L'aviation, Paul Painlevé, Émile Borel, 1910.
- La voix, sa culture physiologique : théorie nouvelle de la phonation : conférences faites au Conservatoire de musique de Paris, Pierre Bonnier, 1910.
- Les états physiques de la matière, Charles Maurain, 1910.
- L'évolution des théories géologiques, Stanislas Meunier, 1911.
- Le transformisme et l'expérience[6], Étienne Rabaud, 1911.
- L'artillerie de campagne : son histoire, son évolution, son état actuel, Edmond Buat, 1911.
- La race slave : statistique, démographie, anthropologie (traduit du tchèque par Louis Léger), Lubor Niederle, 1911.
- De la méthode dans les sciences, 2e série[7], Benjamin Baillaud, Léon Bertrand, Louis Blaringhem, Émile Borel, 1911.
- Éléments de philosophie biologique (3eme édition), Félix Le Dantec, 1911.
- Le Maroc physique[8], Louis Gentil, 1912.
- Science et philosophie, Jules Tannery, 1912.
- L'évolution de l'électrochimie[9] (traduit de l'allemand par E. Philippi), Wilhelm Ostwald, 1912.
- Les Atomes[10], Jean Perrin, 1913.
- Le froid industriel, Lucien Marchis, 1913.
- Le système du monde des Chaldéens à Newton, Jules Sageret, 1913.
- La question de la population[11], Paul Leroy-Beaulieu, 1913.
- Le hasard, Émile Borel, 1914.
- Le combat[12], Alexandre Percin, 1914.
- Henri Poincaré, l'œuvre scientifique, l'œuvre philosophique, Vito Volterra, Jacques Hadamard, Paul Langevin, Pierre Boutroux, 1914.
- De la méthode dans les sciences, 1re série, Henri Bouasse, Pierre Delbet, Émile Durkheim, Alfred Giard, 1914.
- L'évolution des plantes[13], Noël Bernard, 1916.
- L'unité de la science, Mathieu Leclerc du Sablon, 1919.
- L'idéal scientifique des mathématiciens dans l'antiquité et dans les temps modernes[14], Pierre Boutroux, 1920.
- La molécule chimique, Robert Lespieau, 1920.
- Principes de biologie végétale[15], Noël Bernard, 1921.
- Le destin des étoiles : études d'astronomie physique (traduction française de Théophile Seyrig), Svante Arrhenius, 1921.
- Mécanismes communs aux phénomènes disparates, Michel Pétrovitch, 1922.
- Éducation et enseignement : notices et discours, Paul Appell, 1922.
- Les sciences et le pluralisme, J.-H. Rosny aîné, 1922.
- Les principes de la physique (traduit de l'anglais par A.M. Pébellier), Norman Robert Campbell, 1923.
- Le cerveau et la pensée, Henri Piéron, 1923.
- Défense organique et centres nerveux, Pierre Bonnier, 1923.
- L'espace et le temps, Émile Borel, 1923.
- La révolution philosophique et la science : Bergson, Einstein, Le Dantec, J.-H. Rosny aîné, Jules Sageret, 1924.
- La vie des animaux à la surface des continents, Louis Germain, 1924.
- L'ultra-violet, Theodore Lyman, 1924.
- Le tremblement de terre, Edmond Rothé, 1925.
- La théorie des phénomènes colloïdaux (traduit de l'anglais par Henri Mouton), Jacques Loeb, 1925.
- Le cerveau et le cœur (traduit de l'italien, par Giovanni Caputo), Giulio Fano, 1925.
- L'électron (traduit sur la 2e éd. américaine par Adolphe Lepape), Robert Andrews Millikan, 1926.
- La physique moderne et l'électron : les sources de l'électron, le rôle de l'électron dans la science physique contemporaine, les applications de l'électron, Augustin Boutaric, 1927.
- Vie et mort : hérédité et évolution chez les organismes unicellulaires (traduit de l'anglais par M. François-Perey), Herbert Spencer Jennings, 1927.
- La conception mécanique de la vie, (traduit de l'anglais par Henri Mouton), Jacques Loeb, 1927.
- La vie créatrice des formes[16], Albert Brachet, 1927.
- Les régions polaires, Jules Rouch, 1927.
- Une nouvelle philosophie des sciences : le causalisme de M. Émile Meyerson, André Metz, 1928.
- L'évolution de la métallurgie, Léon Guillet, 1928.
- La biosphère, Wladimir Vernadsky, 1929.
- Le conflit transformiste, Alphonse Labbé, 1929.
- De l'espace à l'atome (traduit sur la 4e éd. norvégienne par Carl Størmer et Augustin Boutaric), Carl Størmer, 1929.
- Naissance, vie et mort des maladies infectieuses[17], Charles Nicolle, 1930.
- Le Soleil, Georges Bruhat, 1931.
- Les colloïdes et l'état colloïdal, Augustin Boutaric, 1931.
- Le déterminisme du sexe et l'intersexualité, Richard Goldschmidt, 1932.
- La structure des nouvelles théories physiques, Gustave Juvet, 1933.
- Trois fondateurs de la médecine moderne : Pasteur, Lister, Koch : derniers écrits, Élie Metchnikoff, 1933.
- Meyerson : une nouvelle philosophie de la connaissance (2e éd., rev. et corr.), André Metz, 1934.
- Les bases de la sexualité : continuité de la lignée germinale, Vera Danchakoff, 1934.
- La physique moderne et l'électron : ions, électrons, protons et corpuscules divers, les sources d'électrons, le rôle de l'électron dans la science physique contemporaine, les applications de l'électron (2e éd. entièrement refondue), Augustin Boutaric, 1935.
- Les Atomes[10] (Rédaction nouvelle), Jean Perrin, 1936.
- Les yeux et la vision, Marie-Louise Verrier, 1938.
- Petite histoire de la géodésie : comment l'homme a mesuré et pesé la terre, Georges Perrier, 1939.
- Les hautes températures, Gustave Ribaud, 1939.
- L'espace et le temps (6e éd. revue et mise entièrement à jour), Émile Borel, 1939.
- Les Atomes[10] (3e rédaction), Jean Perrin, 1939.
- Les étoiles, Georges Bruhat, 1939.
- La science et l'espérance, Jean Perrin, 1948.
- L'espace et le temps (7e éd.), Émile Borel, 1949.
- L'expansion de l'univers, Paul Couderc, 1950.
- Cosmologie et chimie : l'origine des éléments chimiques et l'évolution de l'univers, Alexandre Dauvillier, 1955.
- L'origine des planètes : essai de cosmogonie, Alexandre Dauvillier, 1956.